# Mikojan-Goerevitsj MiG-19

Schematische tekening van een MiG-19

De Mikojan-Goerevitsj MiG-19 (Russisch: Микоян и Гуревич МиГ-19; NAVO-codenaam: Farmer) is een jachtvliegtuig uit de Sovjet-Unie. Het was het eerste in serie geproduceerde supersonische vliegtuig. Het was het eerste vliegtuig van de Sovjet-Unie dat op supersonische snelheid kon vliegen zonder te dalen. Een vergelijkbaar Amerikaans toestel was de North American F-100 Super Sabre, hoewel de MiG-19 vooral vocht tegen de modernere McDonnell Douglas F-4 Phantom II en Republic F-105 Thunderchief in luchtgevechten boven Noord-Vietnam. Dit vliegtuig werd oorspronkelijk door de Sovjet-Unie gebruikt en later door de luchtmacht van het Chinese volksbevrijdingsleger.

## Ontwerp en ontwikkeling
In 1950 begon het Mikojan-Goerevitsj ontwerpbureau (ook bekend als OKB-155) met het ontwerpen van een nieuw jachtvliegtuig dat een groter bereik zou moeten krijgen dan de bestaande MiG-15 en MiG-17. Ook moest het op supersonische snelheden moeten vliegen. MiG koos ervoor om de nieuwe Mikoelin AM-5 straalmotoren (een kleinere versie van de Miloelin AM-3 motor die de Toepolev Toe-16 bommenwerper aandreef) voor de nieuwe jager te gebruiken. Als testplatform voor de nieuwe motor werd er op 20 april 1951 een MiG-17 omgebouwd, waar de VK-1-motor werd vervangen door 2 AM-5A-motoren. Dit testplatform werd als SM-1 (of I-340) aangeduid en vloog aan het einde van 1951. Hoewel de SM-1 waardevol was als testplatform, viel de prestatie van het vliegtuig tegen. Dit was een belangrijke aanleiding tot het ontwerpen van een naverbrander voor de AM-5-motor. Dit resulteerde in het ontstaan van de AM-5F-variant.
De MiG-19 had een betrekkelijk korte levensduur in de Sovjet Luchtmacht, maar de Chinezen hebben hem van 1958 tot 1981 geproduceerd als de Shenyang J-6, mede door zijn goede wendbaarheid en krachtige bewapening. Aan het einde van 2005 werd de meeste J-6'en uit dienst genomen.

## Gebruik

### Sovjet-Unie
Levering van de nieuwe jagers aan de luchtmacht van de Sovjet-Unie (VVS) begon in juni van 1955. Het type werd in het openbaar onthuld op 3 juli van dat jaar toen 48 MiG-19-toestellen deelnamen aan een vliegshow boven het Toeshino vliegveld bij Moskou.
MiG-19-toestellen van de Sovjet-Unie werden in Oost-Duitsland ingezet om het luchtruim te verdedigen. Tijdens het uitvoeren van deze taak heeft de MiG-19 meermalig westerse verkenningsvliegtuigen onderschept. Het eerste gedocumenteerde voorval komt uit de herfst van 1957 met een Amerikaans Lockheed U-2 strategisch verkenningsvliegtuig. De piloot van de MiG-19 zou het westerse toestel naar verluidt wel hebben gezien, maar niet kunnen onderscheppen omdat deze 3 kilometer boven de maximale hoogte van de MiG-19 vloog.
Toen de U-2 van Francis Gary Powers werd neergeschoten in 1960 werd een achtervolgende MiG-19P ook geraakt door het salvo van S-75 Dvina luchtdoelraketten. Hierdoor kwam de piloot, Sergei Safronov, om het leven.
In een controversieel incident op 1 juli 1960 schoot een MiG-19 van de luchtmacht van de Sovjet-Unie een Amerikaans RB-47H verkenningsvliegtuig neer in het internationale luchtruim boven de poolcirkel. Vier Amerikaanse bemanningsleden kwamen om het leven en twee anderen werden gevangengenomen door de Sovjets (zij werden in 1961 vrijgelaten). In een ander incident op 28 januari 1964 schoot een MiG-19 een Amerikaanse T-39 Sabreliner neer die tijdens een trainingsmissie in het Oost-Duitse luchtruim binnengedrongen was. Alle 3 Amerikaanse bemanningsleden kwamen om het leven.

### Oost-Azië

#### China
Het eerste keer dat een Amerikaans jachtvliegtuig  door een MiG-19 (J-6) werd neergeschoten was in 1965 toen een Lockheed F-104 Starfighter van de Amerikaanse luchtmacht, gevlogen door Kapitein Philip E. Smith, aangevallen werd door een toestel van de Chinese luchtmacht boven Hainan. De Starfighter werd geraakt door vuur van het snelvuurkanon van de Chinese jager. Hierdoor werd schade aangericht aan een deel van de vleugel rond de plaats waar de raket gemonteerd was. Smith achtervolgde de J-6 en kreeg de toon die aangaf dat hij een lucht-luchtraket kon afvuren. Kort nadat hij de knop indrukte om een raket af te vuren verloor zijn Starfighter motorkracht. Hij gebruikte zijn schietstoel en werd gevangengenomen door China. Pas op 15 maart 1973 werd hij vrijgelaten toen de diplomatieke verhoudingen tussen de VS en China verbeterd waren na een bezoek van president Richard Nixon aan China in 1972.

#### Vietnam
De Noord-Vietnamese luchtmacht ontving de eerste MiG-19-toestellen aan het einde van Operatie Rolling Thunder die in 1968 eindigde. Ondanks de beperkte aantallen zagen de MiG-19-toestellen intensieve luchtgevechten tijdens Operaties Linebacker en Linebacker 2. De Noord-Vietnamese luchtmacht claimde zeven overwinningen op Amerikaanse vliegtuigen door MiG-19-jagers, allemaal op F-4 Phantom II toestellen. De MiG-19 werd getest in de VS nadat er een Pakistaanse F-6 (exportmodel van de J-6) werd bemachtigd. Hier werd geoordeeld dat de cockpit goed zicht gaf voor de piloot die het makkelijker maakte om met de 3 krachtige 30 mm snelvuurkanonnen veel schade aan te richten. Ook waren de Amerikaanse piloten lyrisch over de wendbaarheid van het toestel, "net als de MiG-17 kan het sneller draaien als de Phantom...en sneller kon versnellen dan de F-4 naar mach 1,2, maar langzamer was dan de MiG-21". De grootste zwakte van de MiG-19 was echter het extreem korte bereik, merkte een Amerikaanse testpiloot op. "Na 5 minuten te vliegen met de naverbrander op lage hoogte zal de MiG-piloot op zoek gaan naar een plek om te landen". Dit in combinatie met de twee motoren van het vliegtuig, die moeilijk te onderhouden waren, maakte de MiG-19 niet populair bij Noord-Vietnamese piloten.
De Noord-Vietnamese regering besloot in 1969 om de luchtverdediging van het land te verbeteren door een derde eenheid met straaljagers op te richten; het 925ste Jachtregiment. Deze eenheid zou bestaan uit MiG-17 toestellen van een laat model en de nieuw aangeschafte MiG-19 (bijna allemaal Shenyan J-6-varianten uit China). Het regiment werd opgericht in Yên Bái, en in april 1969, waren er 9 MiG-19-piloten inzetbereid.
De MiG-19 had geen aankoppelpunten voor voor lucht-luchtraketten maar het had één voordeel tegenover het vroege model F-4 Phantom II: de snelvuurkanonnen. De MiG-19-toestellen van Noord-Vietnam hadden drie 30 mm snelvuurkanonnen die elk 90 kogels hadden. Hiermee kon de piloot zo'n 6 seconden vuren. Deze bewapening is een stuk zwaarder dan het M61 Vulcan, waarmee Amerikaanse jagers uitgerust waren.
Volgens Amerikaanse bronnen zijn er tijdens de Vietnamoorlog 10 Noord-Vietnamese MiG-19-toestellen verloren gegaan in luchtgevechten. Op 2 juni 1972 werd een MiG-19 als eerste straaljager ooit neergeschoten met kanonnenvuur op supersonische snelheid door een Amerikaanse F-4 Phantom II, gevlogen door Phil Handley. Volgens de Noord-Vietnamese luchtmacht hebben MiG-19-toestellen tussen 1965 en 1972 13 vijandelijke vliegtuigen en helikopters neergeschoten. Zij beweren dat er slechts 5 MiG-19's verloren zijn gegaan (vier door vijandelijk vuur en een door eigen vuur) en dat er slechts 1 piloot is gesneuveld.

### Midden-Oosten

#### Egypte

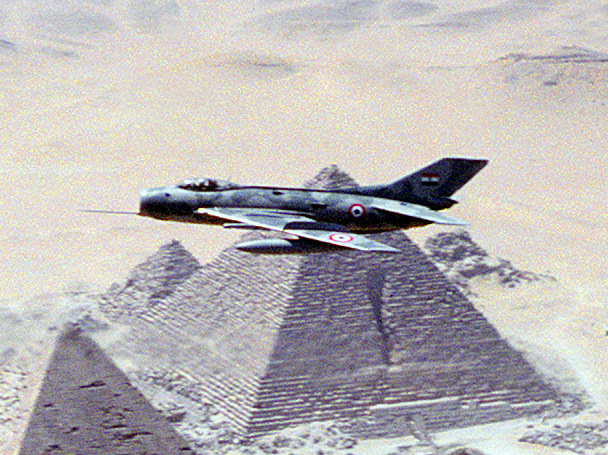
Een Egyptische MiG-19 vliegt over een van de grote piramiden bij Caïro, 1983.

De eerste eenheden van de Egyptische luchtmacht werden in de vroege jaren 60 uitgerust met MiG-19-toestellen. In 1962 werden MiG-19's gebruikt voor luchtaanvallen tijdens de Noord-Jemenitische Burgeroorlog. Het eerste bekende luchtgevecht in het Midden-Oosten waar een MiG-19 bij betrokken was gebeurde op 29 november 1966 toen een Dassault Mirage III van de Israëlische luchtmacht twee Egyptische MiG-19's neerschoot die probeerden een Israëlische Piper Cub verkenningsvliegtuig te onderscheppen in Israëlisch luchtruim. De eerste MiG werd neergeschoten met een R.530 lucht-luchtraket, de eerste keer dat deze Franse raket een vijandelijk vliegtuig neerschoot. De tweede MiG-19 werd neergeschoten met het snelvuurkanon van de Israëlische straaljager.
Tijdens de Zesdaagse Oorlog in juni 1967 waren er ongeveer 80 MiG-19's in dienst bij de Egyptische luchtmacht. Meer dan de helft hiervan werd vernietigd op de grond door de Israëlische luchtaanvallen van operatie Focus.
Na de oorlog reorganiseerde Egypte de resterende MiG-19-vloot. Ze kregen als nieuwe taak het verdedigen van het interne Egyptische luchtruim. De Sovjet-Unie leverde geen nieuwe MiG-19-toestellen om de verloren vliegtuigen van de Zesdaagse oorlog te vervangen. Egypte heeft mogelijk MiG-19s van Syrië en Irak gekregen waardoor er aan het einde van 1968 weer meer dan 80 in dienst waren bij de luchtmacht. Deze vochten mee tijdens de Uitputtingsoorlog waar een MiG-19 op 19 mei 1969 in gevecht raakte met twee Israëlische Mirages. De MiG schoot er één neer met kanonnenvuur, de andere Mirage vluchtte. De 60 MiG-19-toestellen die Egypte ten tijde van de Jom Kipoer-oorlog in 1973 in dienst had, voerden luchtaanvallen uit.

#### Irak
Irak ontving een aantal MiG-19S-straaljagers vroeg in de jaren 60, maar verkocht de meesten daarvan. Een klein aantal toestellen dat niet verkocht was werd in de jaren 60 ingezet tegen de Koerden.

#### Syrië
De Syrische luchtmacht gebruikte MiG-19-jagers in de Noord-Jemenitische Burgeroorlog.

### Noord-Korea
Noord-Korea ontving een onbekend aantal MiG-19S-toestellen van de Sovjet-Unie na het tekenen van een samenwerkingsverdrag in 1961. Dertig hiervan zijn mogelijk aan Irak verkocht in 1983. Ten minste 100 F-6-varianten uit China zijn tussen 1988 en 1989 aangeschaft. In 2023 heeft de Noord-Koreaanse luchtmacht nog 97 F-6 toestellen in dienst.